# Койсанські народи

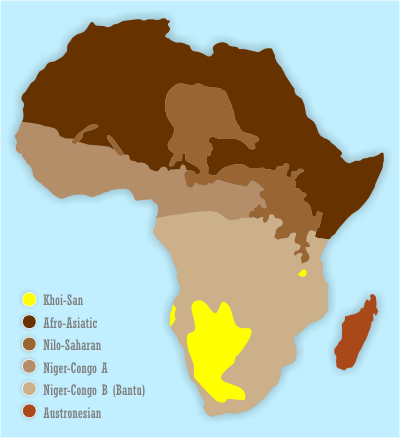
Жовтим відзначені койсанські народи

Койсанські народи - умовна назва групи народів Південної Африки, представники яких говорять койсанськими мовами та/або належать до капоїдної раси.
Включають бушменів і готтентотів.
Сам термін «койсан» (<нама khoi 'людина' і san 'бушмен') був запропонований в 1928 році етнографом Л. Шульце для позначення загального фізично-расового типу цих народів. У 1963 році Дж. Грінберг пов'язав з цим терміном запропоновану ним раніше макросім'ю, яку він сам спочатку називав «Click languages». Як обґрунтування цієї гіпотези Грінберг вказав на деякі типологічні подібності та лексичні паралелі, а головне - на наявність в цих мовах клацаючих приголосних (кліків).
Вченими було підтверджено, що койсанські народи з найдавніших часів були ізольовані від решти людства. Серед них були виявлені групи, які живуть нарізно протягом 30 тисяч років. Наукові роботи з результатами досліджень вийшли в журналах Science і Nature Communications .
Генетики провели аналіз однонуклеотидних поліморфізмів (SNP) у хромосомної ДНК представників різних африканських племен. Згідно з опублікованими даними аналізу мітохондріальної ДНК, койсанські народи належать до однієї з двох популяцій людей, поділ на які відбувся понад 100 тисяч років тому в Африці . Обидві популяції людей знову злилися в кам'яну добу, при цьому ознаки першої популяції присутні у більшості народів землі, а ознаки другої популяції найбільш помітні у койсанських народів, що живуть на півдні Африки.